# Montana City
 (février 2023).
Si vous disposez d'ouvrages ou d'articles de référence ou si vous connaissez des sites web de qualité traitant du thème abordé ici, merci de compléter l'article en donnant les références utiles à sa vérifiabilité et en les liant à la section « Notes et références ».
Pour les articles homonymes, voir Montana (homonymie).
Montana City était la première colonie qui deviendra plus tard Denver. Elle s'est établie durant la ruée vers l'or de Pikes Peak à l'est de la rivière South Platte, juste au nord de sa confluence avec le Little Dry Creek, en 1858.  À cette période le territoire faisait partie du Kansas.
En l'absence d'or, Montana City a été très vite abandonné. Ses bâtiments ont été démontées et transportées à Auraria.
Le site de Montana City est maintenant occupé par le Grant-Frontier Park, qui présente des équipements miniers et des répliques de cabanes en rondins de l'époque.

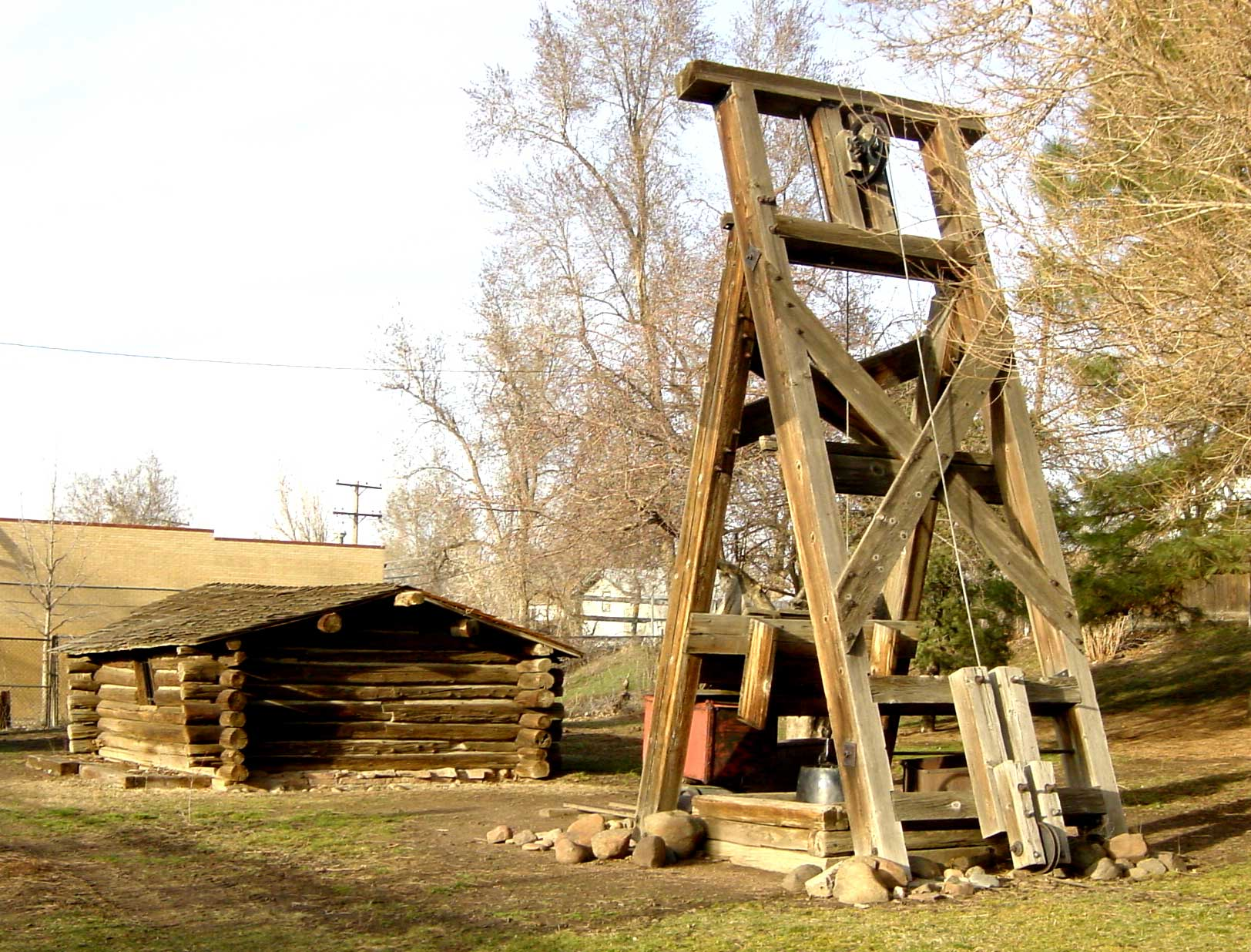
Répliques d'un chevalet de mine et d'une cabane sur le site de Montana City.